# Europäischer Fernwanderweg E8
Der Europäische Fernwanderweg E8 ist Teil der Europäischen Fernwanderwege und verläuft derzeit von Dursey Head in Irland bis zum (geschlossenen) Beskidenpass an der polnisch-ukrainischen Grenze.
In der Ukraine ist er noch nicht verwirklicht, sein Verlauf in Rumänien ist seit Herbst 2017 festgelegt. Der E8 folgt in Serbien dem E4 durch das Balkangebirge bis zur bulgarischen Grenze. In Bulgarien ist der E8 nur im Rila-Gebirge und in den Rhodopen festgelegt. Die aktuelle Gesamtlänge beträgt 6240 Kilometer. In Zukunft soll der E8 bis nach Istanbul in der Türkei reichen, auf der gesamten Strecke durchgehend begehbar und einheitlich gekennzeichnet sein. Seine Gesamtlänge soll dann rund 7500 Kilometer betragen.
Angelegt und durchgehend beschildert sind bis jetzt die Strecken in Irland, England, den Niederlanden, Deutschland, Österreich, der Slowakei und Polen.

## Streckenverlauf

### Irland

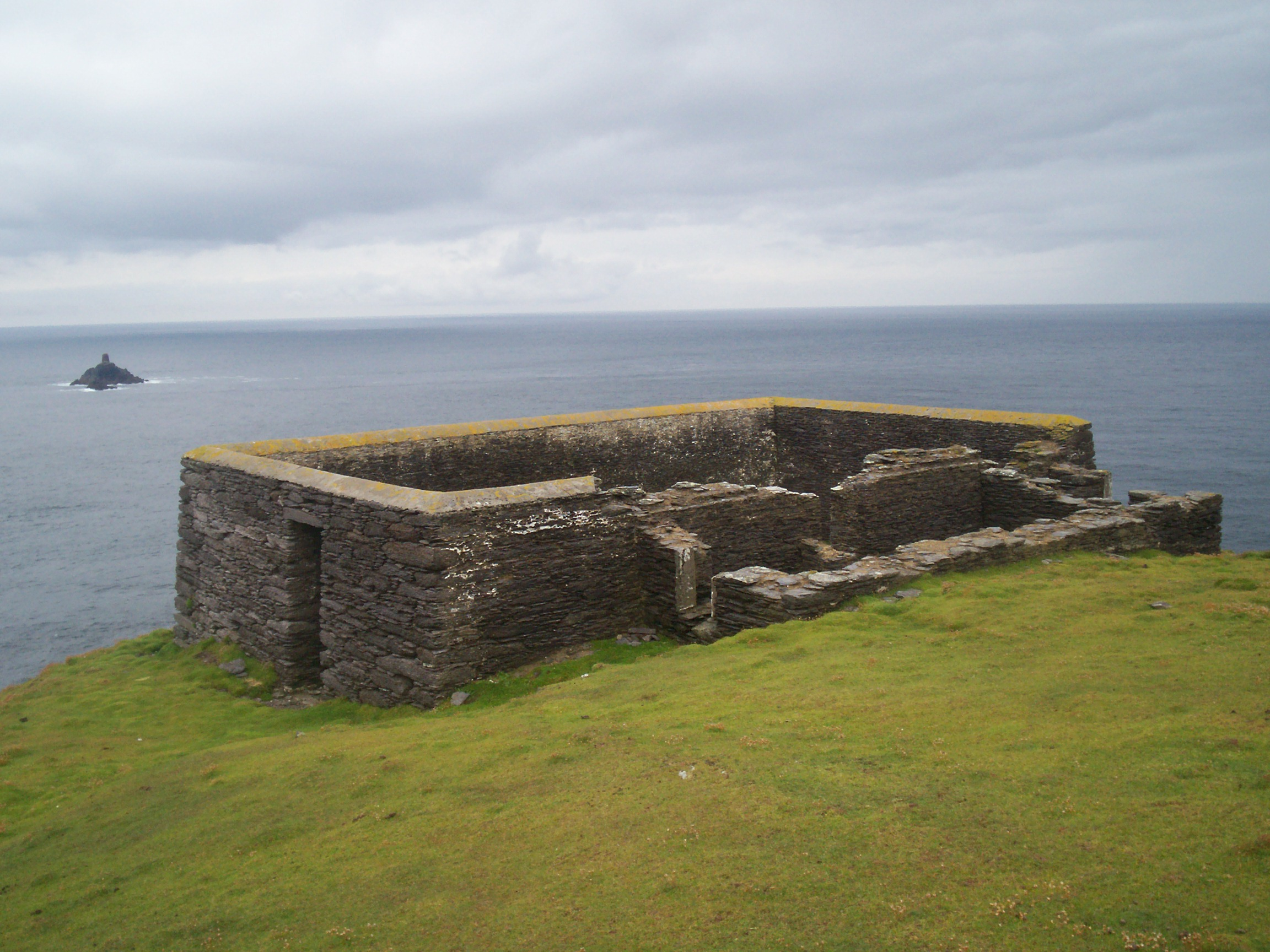
Aller E8 Anfang: Dursey Head
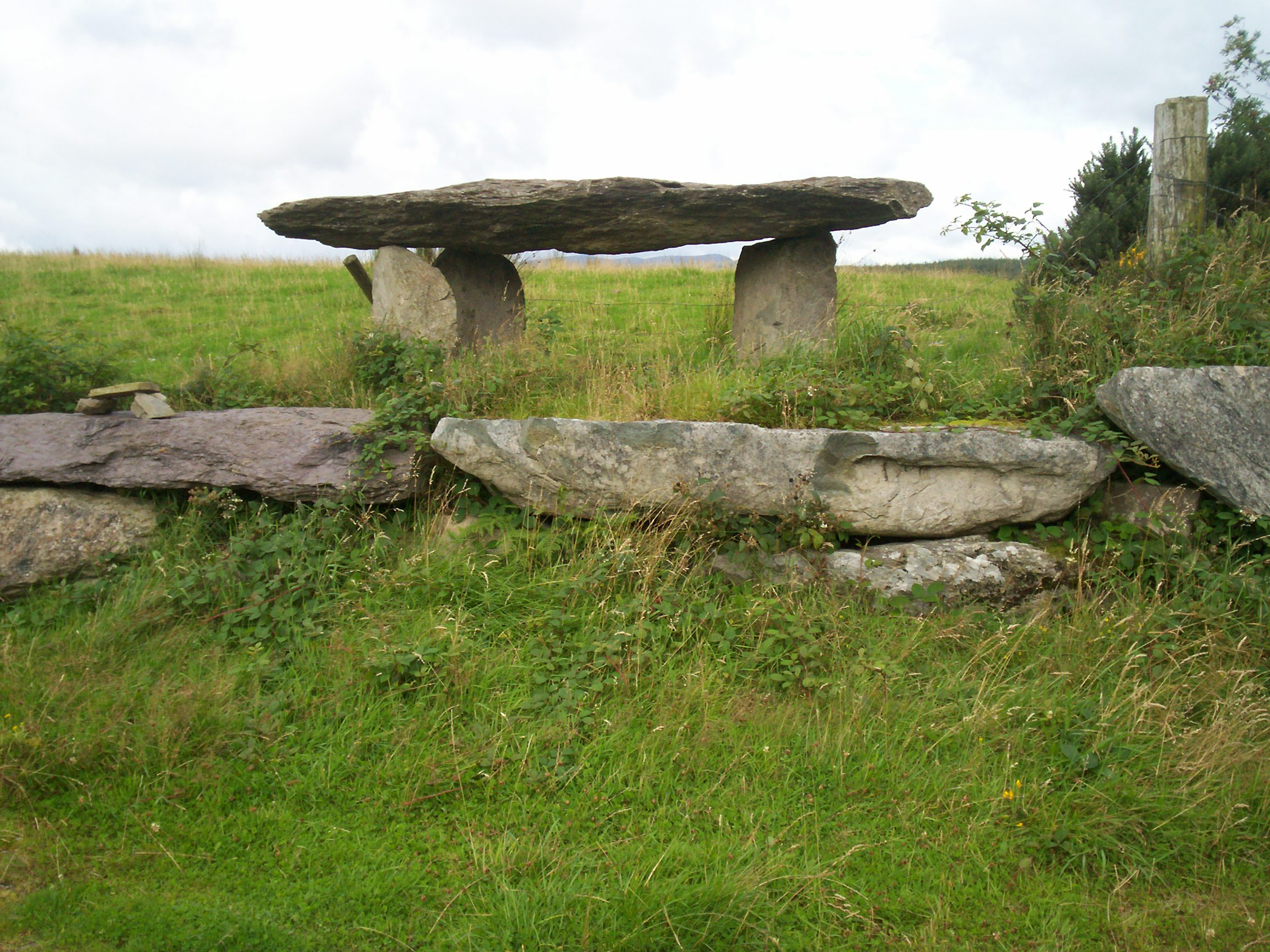
Knocknakilla Standing Stone bei Millstreet
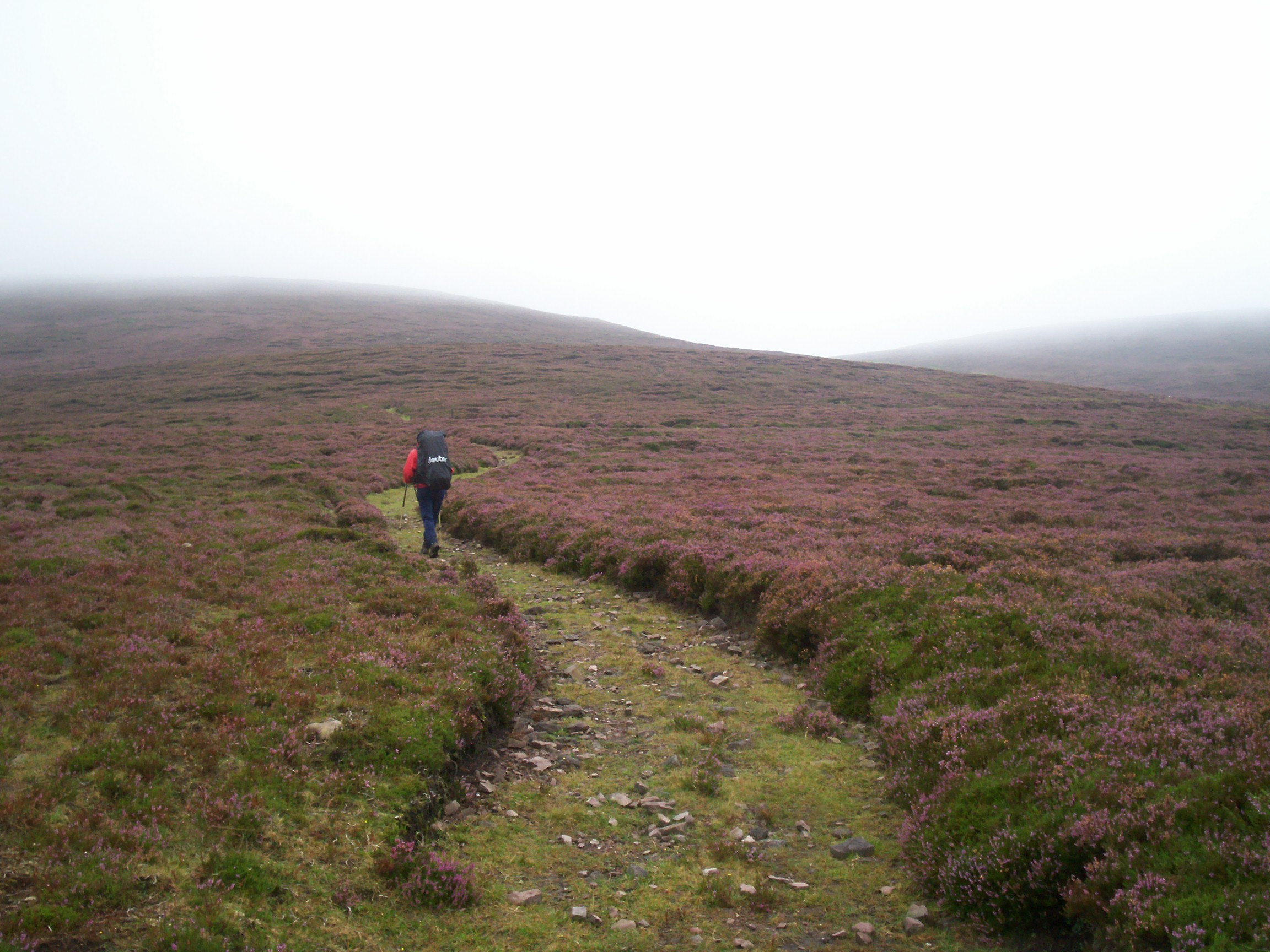
Auf dem Weg zum Knockshanahullion
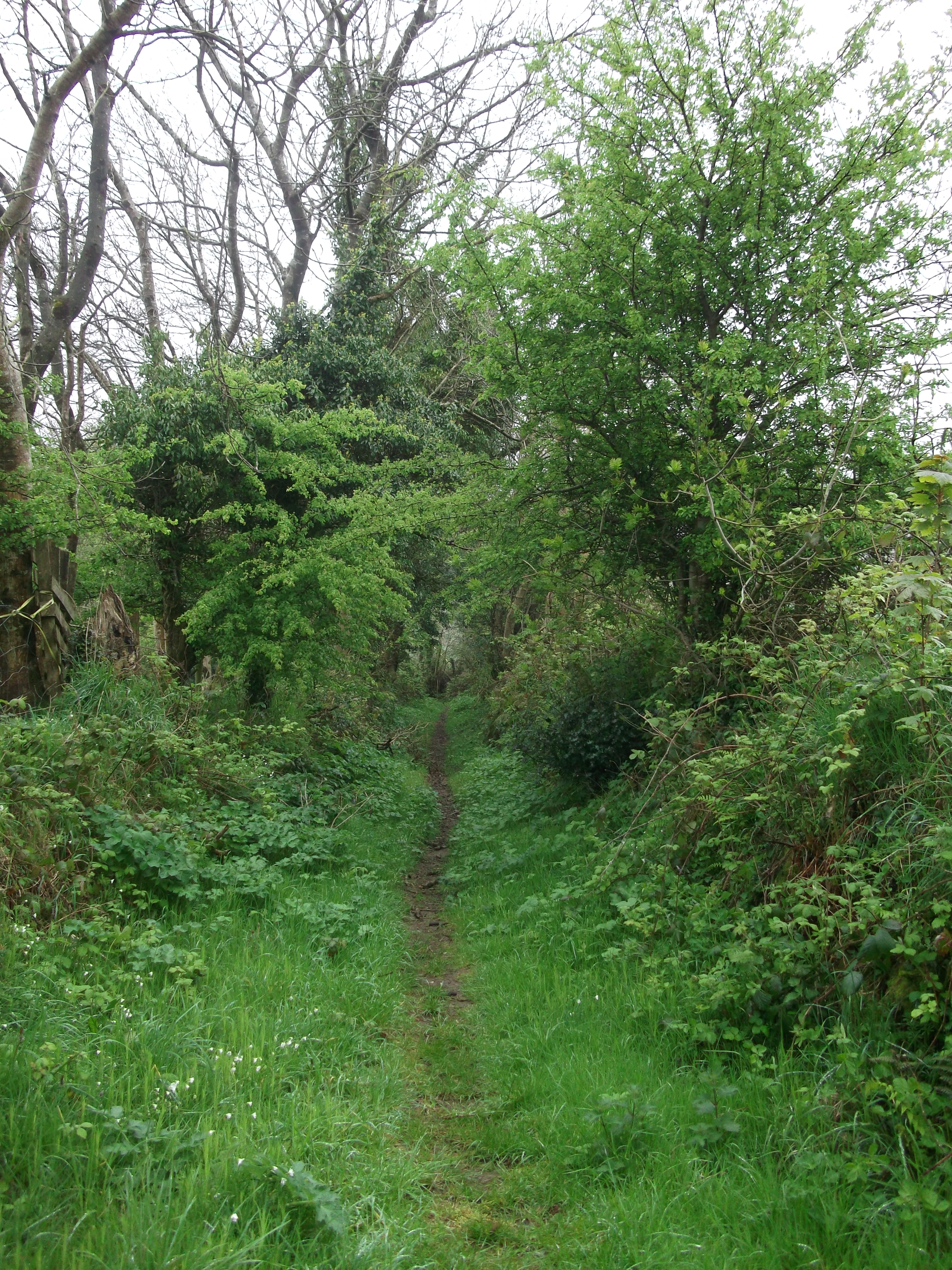
Alter Boreen bei Tinahely
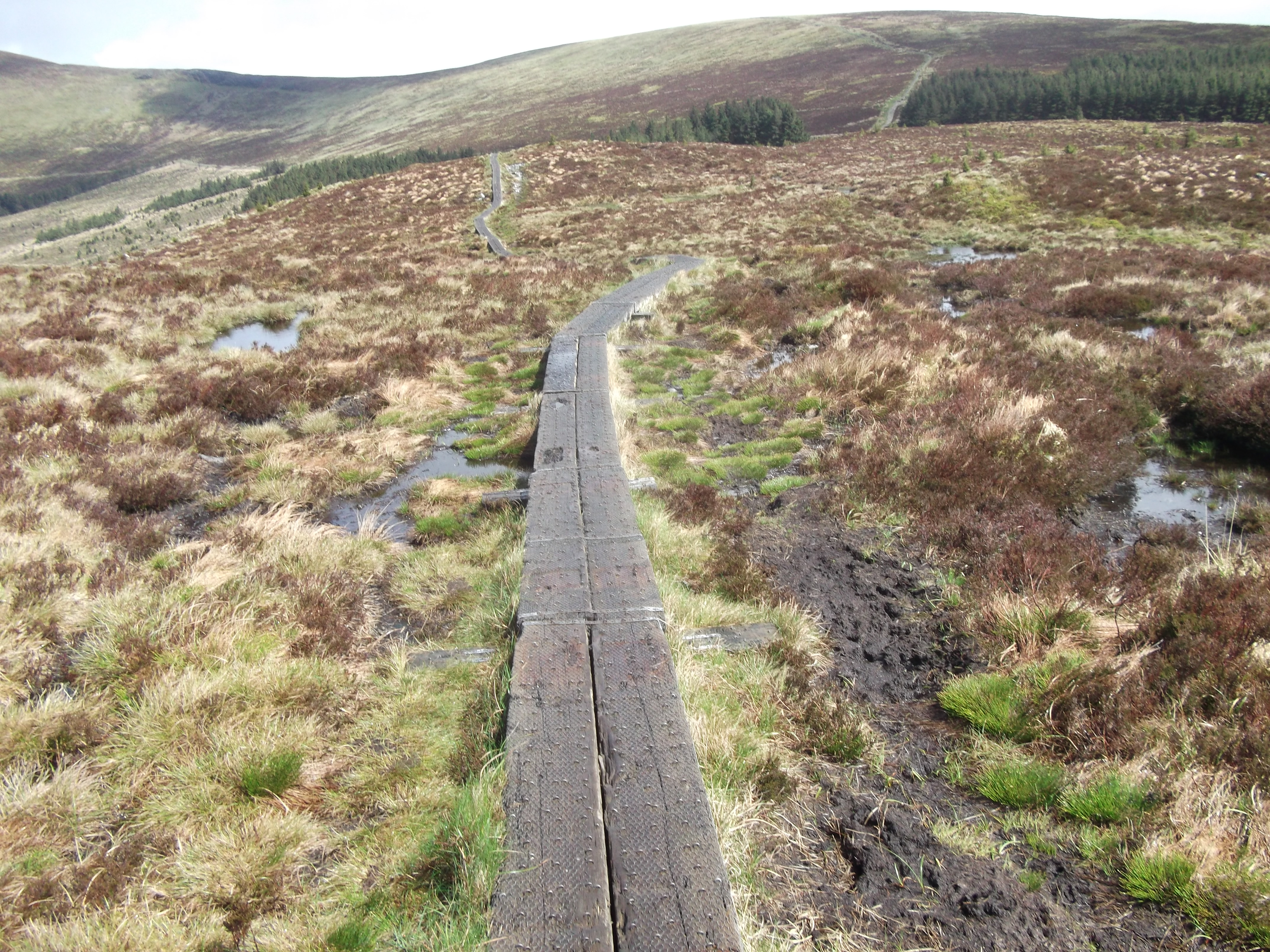
Bohlenweg auf den Djouce Mountain
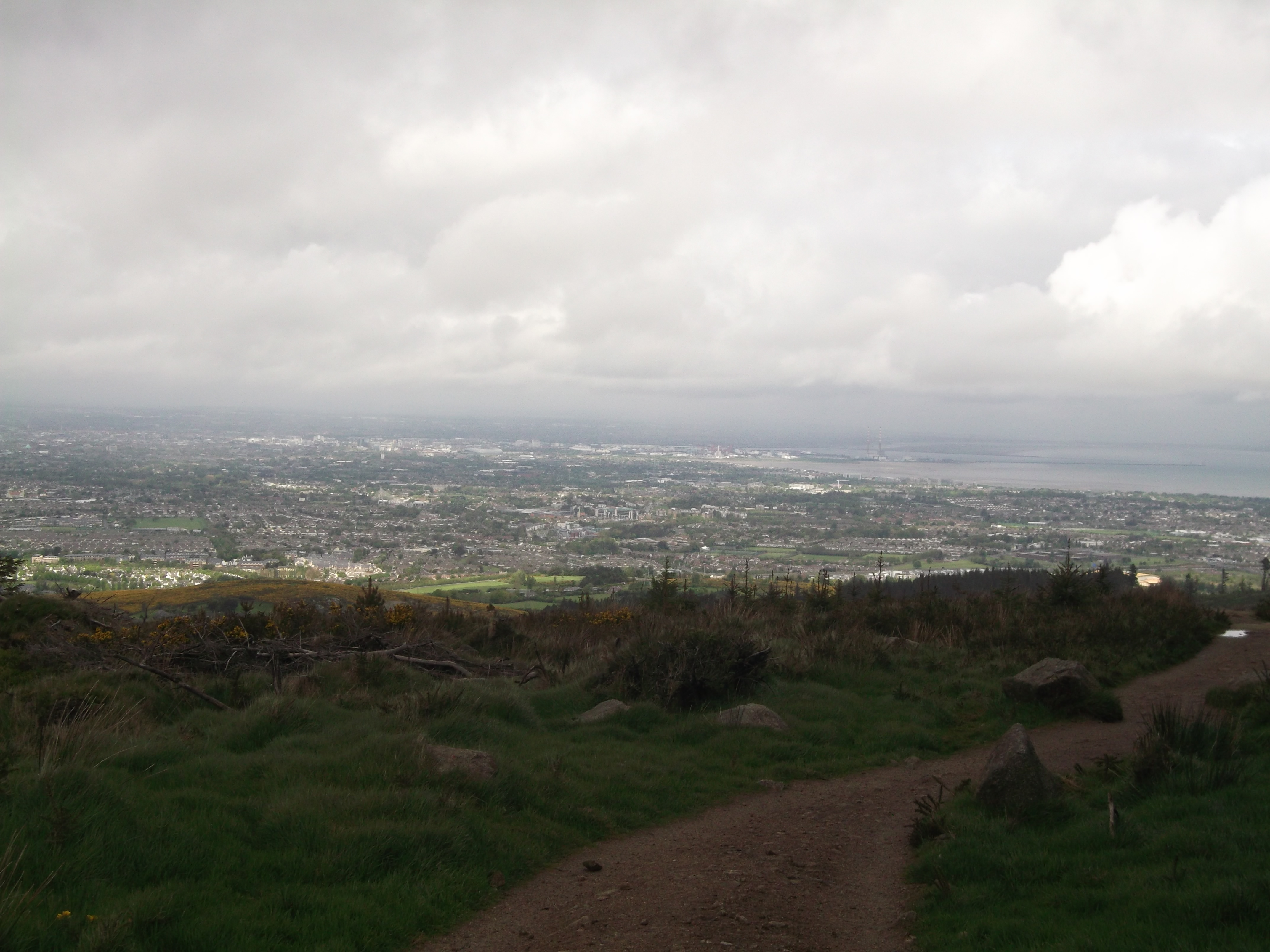
Dublin vom Two Rock Mountain

Der Abschnitt durch Irland ist 605 km lang. Er beginnt (oder endet) auf der der Beara-Halbinsel vorgelagerten Insel Dursey Island am westlichsten Punkt, dem Dursey Head. Er folgt dem südlichen Teil des Beara Ways durch die Orte Castletownbere und Glengarriff und dann dem Slí Gaeltacht Mhúscraí durch die Region um Baile Bhuirne in die Kleinstadt Millstreet.
In Millstreet übernimmt der Blackwater Way die Führung nach Bweeng und südlich der Stadt Mallow, bis der Fluss Munster Blackwater erreicht ist und südlich davon die Stadt Fermoy. Nördlich des Flusses führt der Weg in Richtung der Knocknalougha-Berge und darüber hinweg zur Straßenkurve „The Vee“ nahe dem Ort Clogheen, wo auch der Blackwater Way endet.
In Clogheen ist der Startpunkt des East Munster Ways, dem der E8 nun folgt. In Clonmel beginnt am linken Ufer des Flusses Suir eine Passage auf einem Leinpfad oder Treidelpfad bis nach Carrick-on-Suir, mit einem Schwenk in den Gurteen Wood. In Carrick endet der East Munster Way und auch der Treidelpfad am Suir.
Am Ormonde Castle übernimmt der South Leinster Way die Führung, der sich nun in nordöstliche Richtung wendet. Der E8 gelangt über die Dörfer Mullinavat (am Black River), Inistioge (am River Nore) nach Graiguenamanagh (am Barrow). An diesem Fluss führt ein Treidelpfad nach Borris. Von dort geht der E8 über die Passhöhe Nine Stones des Mount Leinster und fällt zum Ort Kilavin ab, wo der South-Leinster-Weg endet.
Entlang der Straße am River Derry verläuft der E8 bis zum Beginn des Wicklow Way in Clonegal. Nach dem Ort Tinahely erreicht der Weg am Ballycurragh Hill bei Shielstown die Wicklows und schließlich Glenmalure am Avonbeg River. Der E8 führt zwischen den Bergen Mullacor und Lugdoff bis in das Glendasan-Tal mit der Klostersiedlung Glendalough. Über den Paddock Hill und Oldbridge erreicht der E8 Ballinafunshoge und führt in Richtung des 725 m hohen Djouce zum Bach Dargle. Der Wicklow Way führt über den Glencree-River, an den Hügeln Knockree und Prince William’s Seat ins Tal des Glencullen River und zum gleichnamigen Dorf. Nach der die Beinahe-Überschreitung des Two Rock Mountains und am Hügel Kilmashogue vorbei erreicht man den Marlay-Park, wo der Wicklow Way endet.

### England
In England verläuft der E8 durch Liverpool, Widnes, Altrincham, Stockport, Hadfield, Penistone, Dearne, Braithwaite, Selby, Blacktoft und Hull.

### Niederlande
Nach der Fährpassage über die Nordsee betritt man im Rotterdam Europoort erstmals das europäische Festland. Im Rotterdamer Stadtteil Rozenburg, auf der Brücke über den Hartelkanal, kreuzt der E8 die Europäischen Fernwanderwege E2 und E9. Außerdem befindet sich mit der Stadt Den Haag der Startpunkt des Europäischen Fernwanderweges E11 in relativer Nähe. Nirgends sonst kommen sich vier Europäische Fernwanderwege so nahe.
Der E8 verläuft in den Niederlanden weiterhin durch Maassluis, Overschie, Nieuwerkerk aan den IJssel, Kadijk, Ameide, Leerdam, Buurmalsen, Echteld, Hemmen, Nijmegen und Wyler.

### Deutschland

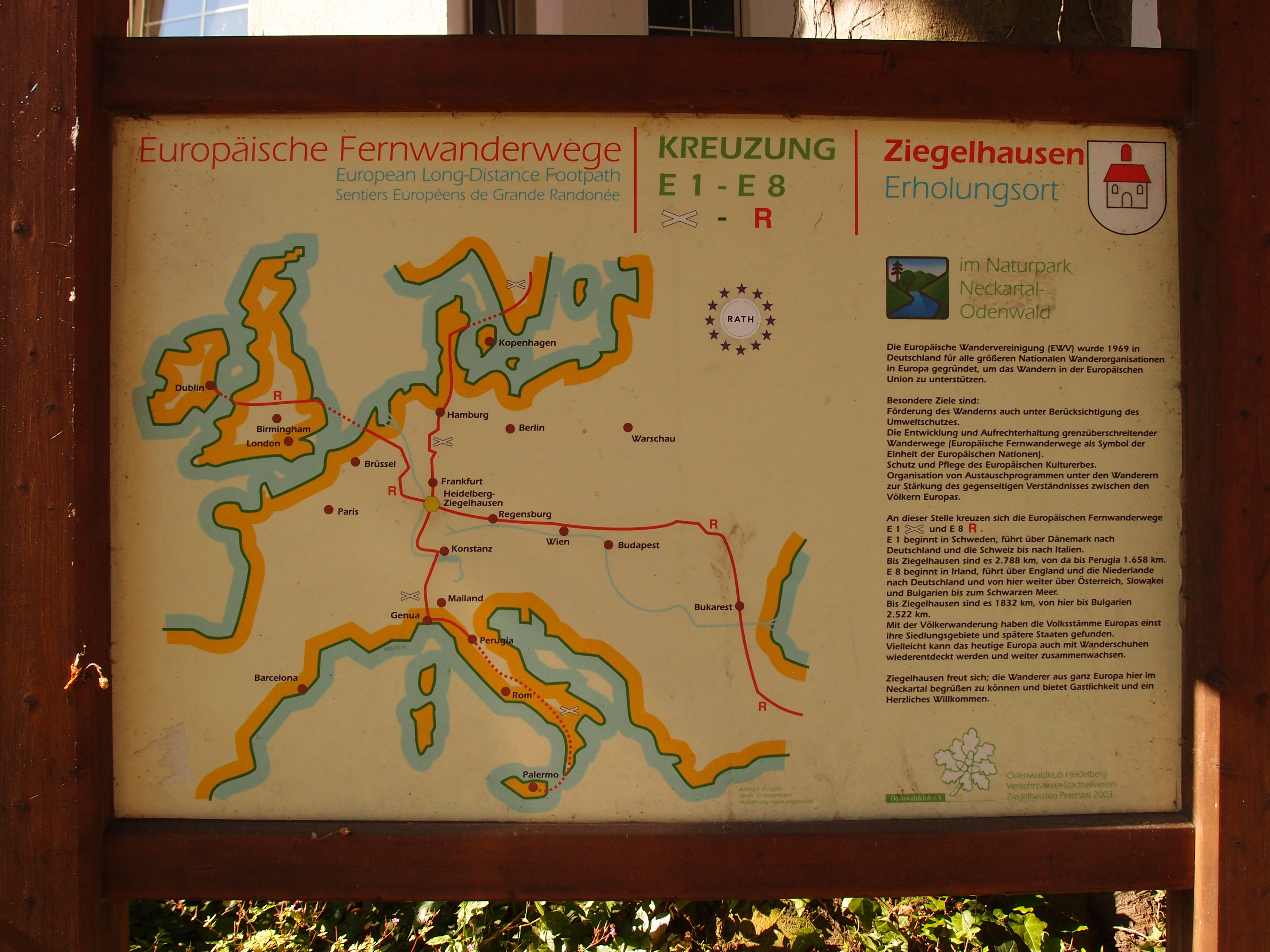
Kreuzung E1/E8 bei Heidelberg

Der E8 durchquert Deutschland von Nordwesten nach Südosten. Dabei bewegt er sich am Anfang von der niederländischen Grenze, auf der westlichen Seite des Rheins, weg. Bei Worms übertritt er den Rhein und kreuzt den Europäischen Fernwanderweg E1 bei Heidelberg. Er überquert den Odenwald, folgt dem Main bis Wertheim und verläuft danach bis Rothenburg ob der Tauber an der Tauber. Von dort aus gelangt er in südöstlicher Richtung zur Altmühl, um an deren Mündung in Kelheim die Donau zu erreichen. Von dort verläuft der Weg teilweise gemeinsam mit dem Prädikatswanderweg Goldsteig am Ufer der Donau bis nach Passau.

### Österreich

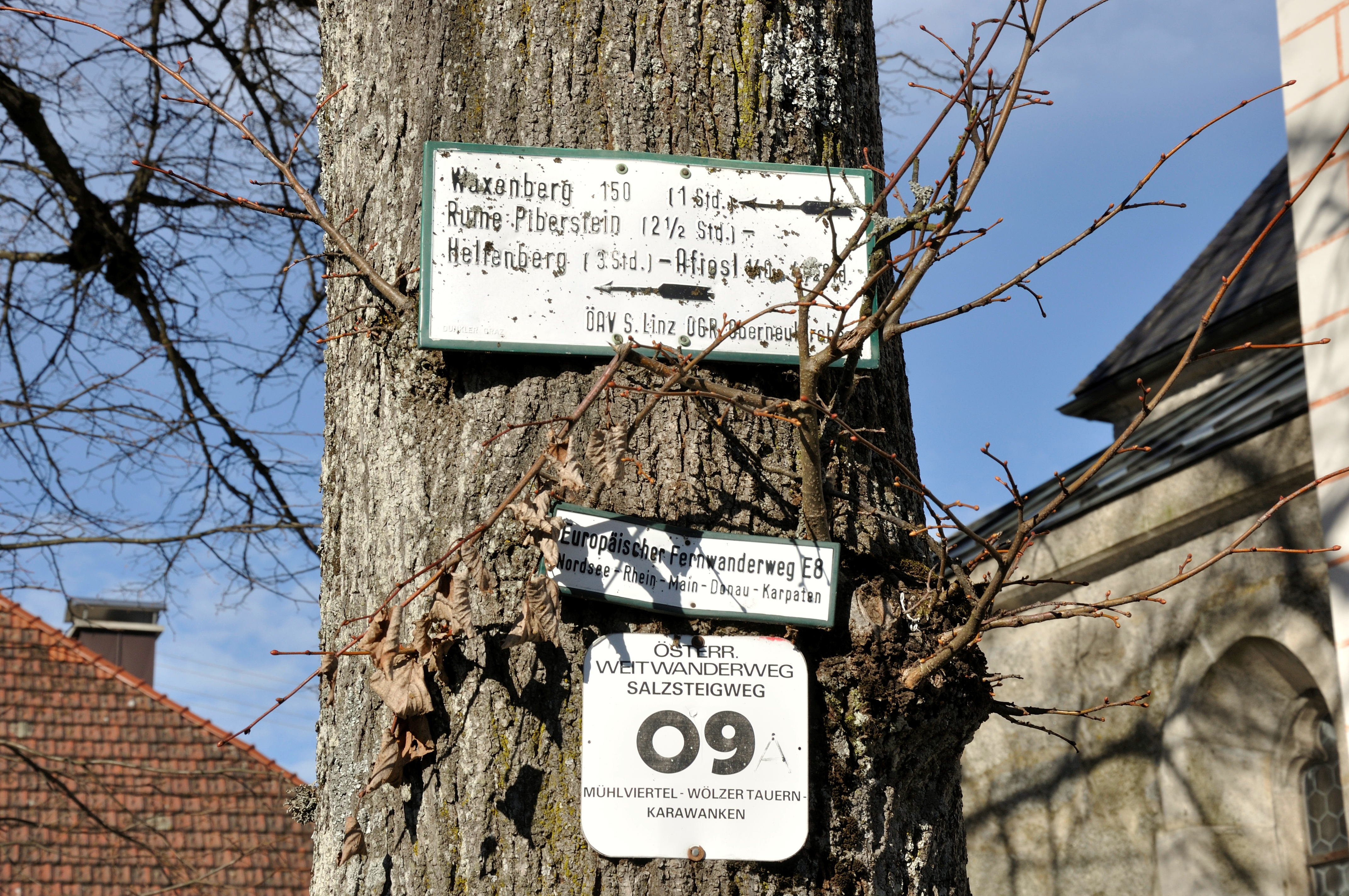
Wanderwegschilder an einer Linde neben der Pfarrkirche in Oberneukirchen (Mühlviertel, Oberösterreich).

In Österreich verläuft der E8 in östlicher Richtung, immer zwischen der Donau im Süden und der Grenze zu Tschechien im Norden. Vom Nebelstein bis nach Wolfsthal verläuft er identisch mit dem Ostösterreichischen Grenzlandweg 07. Ab Wien führt der E8 (parallel zum Europäischen Fernwanderweg E4) durch die Donau-Auen bis zum Grenzübergang Berg an der Donau, an dem der Übertritt zur Slowakei erfolgt (Länge ca. 69 km).

### Slowakei

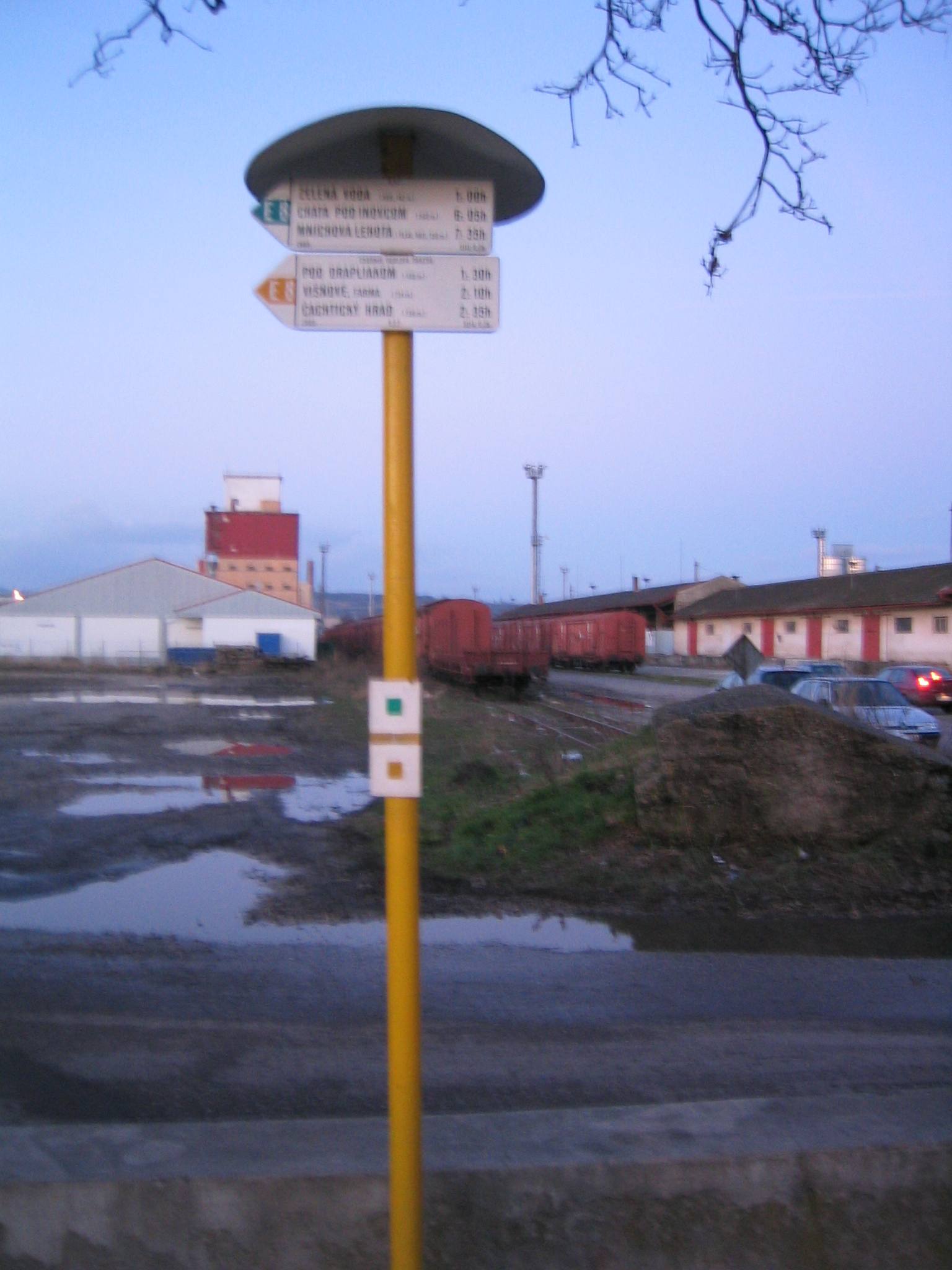
Wanderwegschild des E8 am Bahnhof von Nové Mesto nad Váhom Slowakei

Der slowakische Streckenabschnitt beträgt 739 Kilometer. Der E8 verläuft hier zu großen Teilen gemeinsam mit dem Weg der Helden des SNP, dem Wanderweg zum Gedenken an den Slowakischen Nationalaufstand (Slovenské národné povstanie, SNP). Dieser führt über den Hauptkamm der Niederen Tatra. Auf dem Teilabschnitt zwischen Dukla-Pass und Čergov folgt er dem Internationalen Bergwanderweg der Freundschaft Eisenach–Budapest (EB-Weg).
Der slowakische Teil des E8 kann in verschiedene Abschnitte aufgeteilt werden:
- Der erste kurze Abschnitt beginnt an der Grenzbrücke Lafranconi-Brücke hinein nach Bratislava.
- Der zweite Abschnitt (149 km) führt entlang des Kammes der Mittelgebirge der Kleinen Karpaten (höchster Punkt Záruby (767 m)) und Weißen Karpaten (höchster Berg Veľká Javorina (970 m)). Der Weg führt am Denkmal des slowakischen Nationalhelden Milan Rastislav Štefánik auf dem Bradlo, dem Hausberg der Stadt Brezová pod Bradlom und der Stadt Myjava vorbei. Der Abschnitt endet in Nové Mesto nad Váhom mit guten Bahnverbindungen in die ganze Slowakei.
- Der dritte Abschnitt (169 km) verläuft über die Mittelgebirge Inowetzgebirge, Strážovské vrchy und Kleine Fatra.
- Der vierte Abschnitt (138 km) führt über die Kammberge der Großen Fatra und entlang der Gipfel Ďumbier und Chopok durch die Niedere Tatra.
- Der fünfte Abschnitt (203 km) verläuft über die Berge des Slowakischen Erzgebirges und des Čergov; er durchläuft die Städte Košice, Prešov und Bardejov.
- Der letzte Abschnitt verläuft durch die Beskiden. Der Weg von ungefähr 262 Kilometer bis zur ukrainischen Grenze verläuft zu großen Teilen durch Polen.

### Polen
Der E8 (Rote Route)  erreicht am Duklapass Polen. Er durchquert die Niederen bzw. die Ostbeskiden, durchläuft die Städte und Dörfer Dukla, Iwonicz-Zdrój, Pasmo Bukowicy, Komańcza, Cisna, Ustrzyki Górne und Wołosate. Er ist ungefähr 122 Kilometer lang. An der polnisch-ukrainischen Grenze endet die Beschilderung des Weges.

### Rumänien
Für den rumänischen Abschnitt hatte der Siebenbürgische Karpatenverein 2014 Fördermittel beantragt.
Seit Herbst 2017 ist die Route des E8 in Rumänien nun „offiziell“ festgelegt. Der Abschnitt des Fernwanderwegs beginnt am ukrainisch-rumänischen Grenzübergang bei Sighetu Marmației (Marmaroschsiget) und endet nach 1463 km und mehr als 63 Höhenkilometern im Dreiländereck zu Bulgarien und Serbien am Donaudurchbruch Porțile de Fier (Eisernes Tor) bei Drobeta Turnu Severin (Turn Severin).
Dabei folgt er in den Ostkarpaten den Gebirgszügen Tibles, Munții Rodnei (Rodna), Suhard, Rarău, Stânișoara, Ceahlău, Hășmaș, Tarcău, Ciuc, Nemira, Vrancea, Penteleu, die Munții Buzăului durch die Ostkarpaten nach Süden und erreicht den Piatra Mare (Hohenstein) bei Brașov.
In Brașov (Kronstadt) ändert der E8 seine Richtung, steigt in den Südkarpaten (Transsilvanische Alpen) über den Piatra Craiului (Königsstein) zum Făgăraș- (Fogarascher) Hochgebirge mit den höchsten Erhebungen über 2500 m auf und überschreitet es in seiner gesamten Länge. Bei Turnu Roșu (Schweinsdorf) in der Nähe von Sibiu (Hermannstadt) erreicht der E8 das Tal des Flusses Olt (Alt), um direkt wieder zu den Lotru- und Cindrel- (Zbin) Bergen aufzusteigen und seiner westlichen Richtung zur Steinernen Rinne zu folgen. Der E8 wendet sich nach Süden und durchquert das Retezat-Gebirge, die letzte alpine Erhebung der Südkarpaten.
Nach dem Abstieg vom Retezat verläuft der E8 in südlicher Richtung durch lediglich hügeliges Gelände in den Mehedinți-Bergen und bleibt dabei weitgehend unter der 1000-m-Marke. Der E8 erreicht am Grenzübergang bei Drobeta Turnu Severin die Donau und verlässt dort Rumänien.

### Serbien
In Serbien soll der E8 zusammen mit dem E4 in Richtung Sofia führen. Die Länge des E8 in Serbien beträgt schätzungsweise 450 km.

### Bulgarien
In Bulgarien beginnt der gekennzeichnete Verlauf des E8 im Urlaubsort Borowez im Rila-Gebirge, etwa 80 km südöstlich von Sofia, und führt 463 km weit über die Rhopoden-Berge nach Mezek bei Svilengrad, im Dreiländereck zur Türkei und Griechenland. Nach dem Rila-Kloster erreicht der Weg mit dem Musala (2925 m) den höchsten Punkt seiner gesamten Strecke.

## Zukünftiger Verlauf
Lücken hat der E8 noch in der Ukraine und der Türkei. In Swilengrad im Dreiländereck Bulgarien-Türkei-Griechenland endet der Fernwanderweg momentan. Künftig soll der E8 auch das türkische Ostthrakien durchlaufen und am Bosporus enden.